# Malasia en los Juegos Paralímpicos de Atlanta 1996
Malasia estuvo representada en los Juegos Paralímpicos de Atlanta 1996 por seis deportistas masculinos. El equipo paralímpico malasio no obtuvo ninguna medalla en estos Juegos.